# ロード オブ アルカナ
『ロード オブ アルカナ』（LORD of ARCANA）は、スクウェア・エニックスより2010年10月14日に発売されたPlayStation Portable用ゲームソフト。ゲームジャンルはマルチアクションゲーム。

## 概要
スクウェア・エニックスが展開しているトレーディングカードアーケードゲーム『ロード オブ ヴァーミリオン』（以下LoV）と世界観を共有した派生作品で、LoV同様に柴貴正がプロデューサーを務めるほか、天野喜孝・野村哲也・吉田明彦・皆葉英夫・トッド・マクファーレンなどLoVに参加しているイラストレーターがモンスターデザインとして参加している。
2010年9月16日から体験版の無料配信が開始され、9月30日には100万ダウンロードを突破した。

## プロローグ
この世界の名･･････ホロディンは初代の王の名に由来する。
膨大な森林に囲まれた、その村のはずれにそれはあった。
【核石(アルカナ)】こそが、この世界の根幹。
―――それは力ある者に与えられるという。次々と魔物を打倒し、【核石(アルカナ)】を手にするスレイヤー。
その力とはいったい何なのか、そして【核石(アルカナ)】を得た者のさだめとは･･････。
プレイヤーキャラクター
あるとき戦士の一人である主人公は声に導かれ洞窟に足を踏み入れる。声に導かれるまま洞窟の先にいた【邪竜ニーズヘッグ】を倒すと、主人公は本来の力を封じ込められ、別世界ホロディンのカリヨポルトという小さな村へたどり着く。
主人公のデフォルトの名前は男性はニドで女性はリシアである。これはLoVの主人公の名前に由来する。

## ゲームシステム
プレイヤーは「スレイヤー」と呼ばれる戦士となり、魔物たちを倒してゆく。

### 武器
武器は5つのカテゴリーがあり、得手不得手が異なる。
- 片手剣
攻守のバランスが取れた近接武器で盾を装備可能。移動速度や攻撃速度に優れるが、全武器中最も攻撃力が低い。
一撃一撃を確実に当てて、手数で攻める人にオススメ。パルスゲージ上昇量は、やや多い。
- 片手棍
中程度の攻撃力を持つ近接武器だが盾を装備できない。
移動速度や攻撃速度はやや速いが、ガードが行えないため、防御のほとんどをダッシュに頼る事になる。パルスゲージ上昇量はかなり多い。
- 両手剣
攻撃力は普通の近接武器で盾を装備可能。
広い攻撃範囲をカバーできるが、武器の重量のために移動速度は遅い。パルスゲージ上昇量は全武器中最も低い(ガードを除く)。
- 両手斧
全武器中最高の攻撃力を誇る重量近接武器で盾装備不可。攻撃範囲は両手剣に次ぎ、敵を気絶状態に陥らせやすい。
HPゲージに追加されるボーナスが多い。パルスゲージ上昇量は両手剣に次いで低い(ガードを除く)。
- 銃槍
槍と銃が一体になった、唯一の遠距離武器。敵から一定距離離れての支援攻撃を得意とする。盾を装備できずガードも不可能なため、防御は回避ステップやダッシュとなる。
武器の攻撃力は片手剣に次いで低いが、魔法攻撃力が全武器中最も高い。HPゲージに追加されるボーナス(少量)あり。パルスゲージ上昇量は普通。

### マジックカード
マジックカードというものを装備することで、攻撃やダメージを受けた際に発生するマナを消費して魔法を使うことができる。
魔法は炎・雷・光・闇の4つの属性があり、炎雷闇は攻撃魔法、光は強化魔法である。属性によってダメージや発生する状態異常が異なり、各武器との相性が異なる。

### アルティメットカード
アルティメットカードというものを装備することで、マナを全部消費し召喚を行う。
召喚できるのはアルカナを護っていたマスターガーディアンで効果は攻撃、状態異常、強化、回復など様々。ただし、マナゲージがMAX状態でないと使えない。
マルチプレイ時には同じアルティメットカードを持つプレイヤーと同時に使うことで効果にボーナスが付く。

### エンカウント
マップに存在する敵シンボルと接触後「エンカウント」し、バトルフィールドでのアクション戦闘となる。接触の仕方によってステータスの増加や減少がある。
例)敵の真後ろから接近し接触した場合、味方のステータスが上昇し敵のステータスが減少する。

### バトルアーツ
各武器によって異なる特殊攻撃が使用できる。武器ごとの初期バトルアーツは以下の通り。
- 片手剣…ターンスラッシュ：回転しながら周囲の敵を攻撃する。攻撃範囲はやや広く、当たった敵がノックバックするので戦いやすい。
- 片手棍…地裂衝：地面を叩き衝撃波を発生させる。攻撃範囲が広く、敵が気絶する事がある。
- 両手剣…猛襲裂刃：前方に短く突進して剣を振り、敵を振り払う。直線的な攻撃の為、発動を誤ると逆にダメージを受けやすい。
- 両手斧…旋回式ドロップキック：斧を支柱に回転し、敵目がけてドロップキックを繰り出す。射程が極端に短いが、敵を気絶させやすい。
- 銃槍…アーティレリ：放物線を描くように飛ぶ迫撃砲弾を放つ。砲弾は曲射弾道で飛ぶため、敵との距離が近いと当たらない。

### パルスシステム
ダッシュやバトルアーツ・武器攻撃・両手剣装備中のガード(攻撃を受けた時のみ)・回避ステップを行うと、HPゲージの下にある【パルスゲージ】が上昇。このゲージが満タンになると、ゲージがリセットされるまで、パルスゲージが上昇するアクションが使用できなくなる。

### フィニッシュブロー
ロックオン中の敵に一定以上のダメージを与えると、画面が斜めになり【FINISHING BLOW】という文字が出現。この時、画面に表示されるボタンと同じボタンを時間内に押すことによって、フィニッシュブローが発生し、トドメを刺す。トドメの刺し方は敵によって異なる。

### シネマティックシーン
アルカナを守るマスターガーディアンとのバトルで、相手のHPを一定値以上減らすと、画面にボタンが表示。ロックオン中に一定のダメージを与えると発生する【カウンターシネマティックシーン】と、間違わずに入力する事でマスターガーディアンにトドメを刺せる【ファイナルシネマティックシーン】の2種類があり、前者はミスしてもシーンが終わるだけだが、後者は1回でもミスをするとマスターガーディアンから反撃される。